# Companhia de Mossamedes

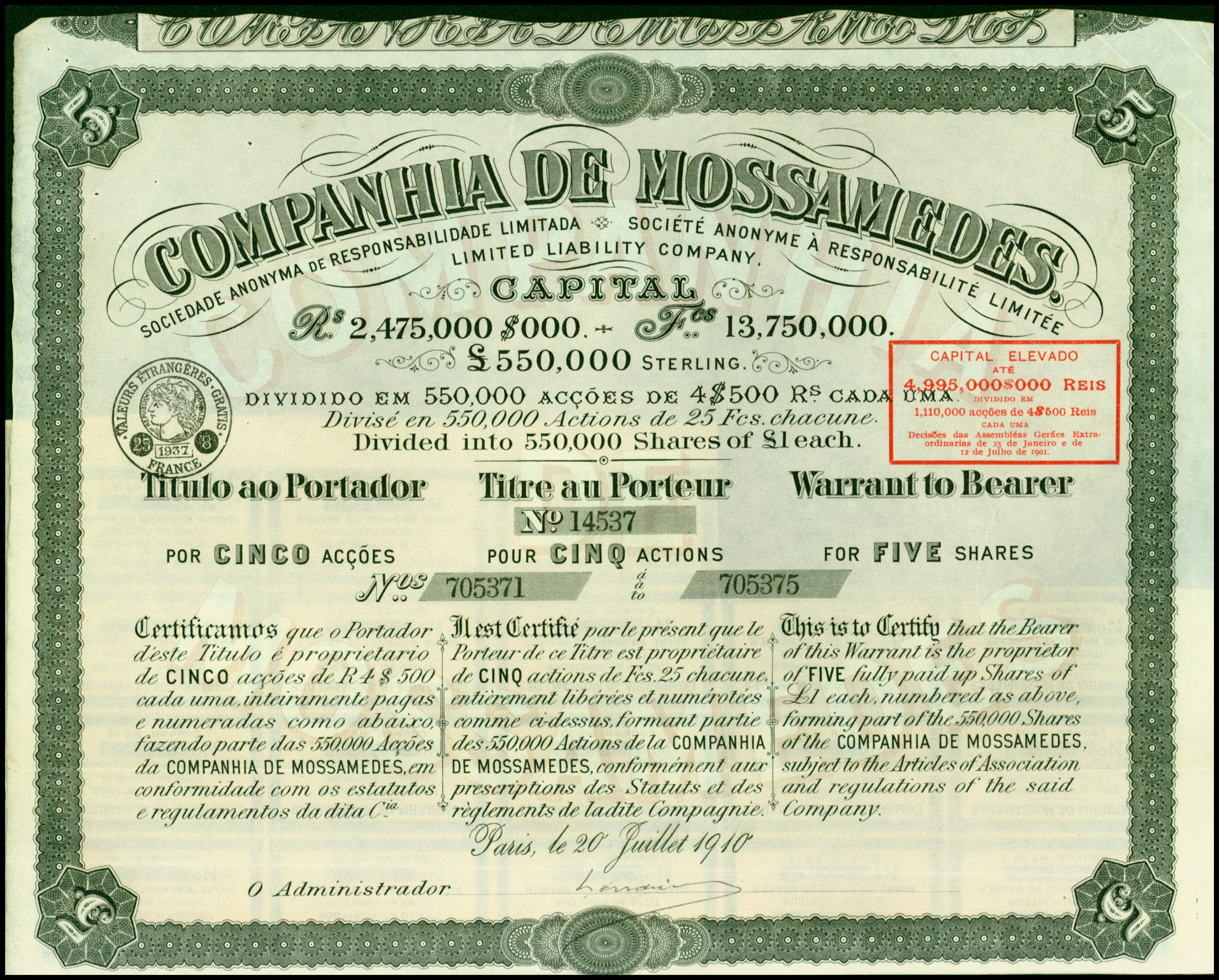
Aktie der Companhia de Mossamedes vom 20. Juli 1910

Die Companhia de Mossamedes, deutsch: Mossamedes-Gesellschaft, war eine in der portugiesischen Kolonie Angola in Form einer Limited Liability Company gegründete königliche Gesellschaft mit Hauptsitz in Paris.

## Geschichte
Die portugiesische Kolonialgesellschaft wurde 1894 vorwiegend mit französischem Kapital gegründet. Sie war mit Hoheitsrechten ausgestattet. Als Limited Liability Company gab sie eigene Wertpapiere heraus. Ihren Namen erhielt sie nach dem südlichsten Hafen Angolas, Mossamedes. Zeitweise gab es in den zwanziger Jahren in der Deutschen Reichsbank und auch bei der Deutschen Bank Pläne, sich an der Gesellschaft zu beteiligen, um über diese an Devisen zu gelangen.
Das Gebiet der Gesellschaft erstreckte sich im Süden von Angola an der Grenze zur deutschen Kolonie in Südwestafrika, heute Namibia, zwischen Port Alexandre bis zum Kunene, dann den Kubango folgend weiter geradlinig bis zum Sambesi. Vorrangige Aufgabe der Gesellschaft war die Förderung des Ausbaus der Infrastruktur, insbesondere des Eisenbahnneubaus, des Aufbaus und der Verbesserung der landwirtschaftlichen Produktion und der Erschließung der Bodenschätze. Durch Expeditionen ließ die Gesellschaft ihr Gebiet auf seinen landwirtschaftlichen Wert hin untersuchen.

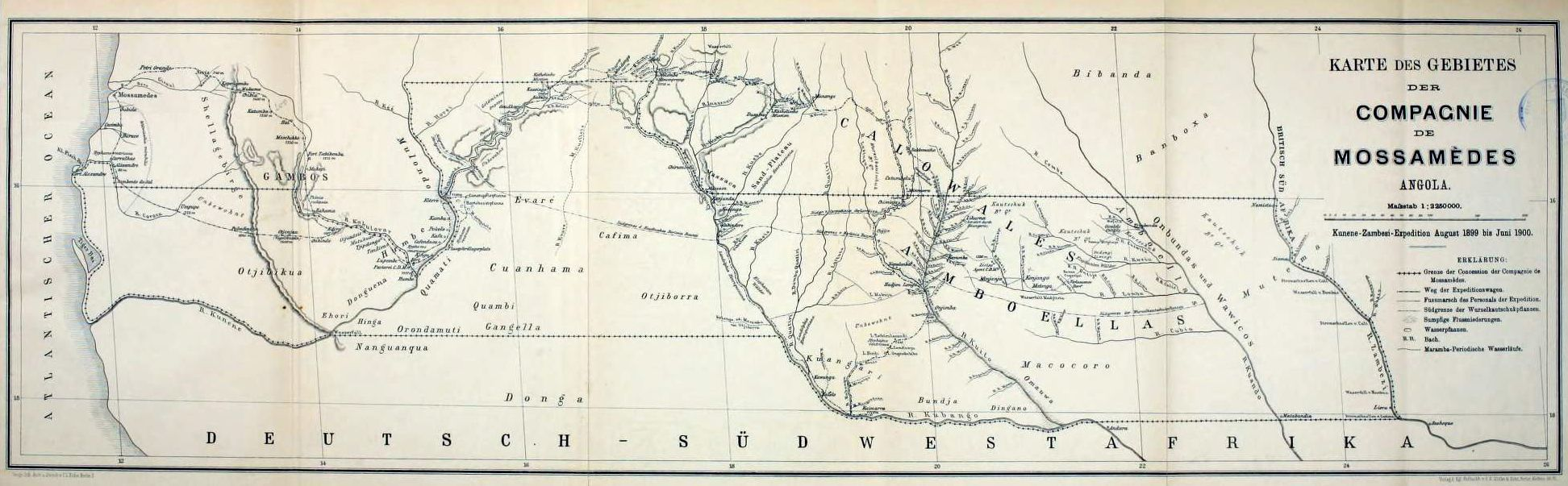
Karte des Gebietes der Compagnie de Mossamédes (Angola)